# لیفان ۶۳۰
لیفان ۶۳۰ یک خودرو سدان است که از سال ۲۰۱۲ تا ۲۰۱۶ توسط کمپانی چینی لیفان تولید می‌شد. این خودرو به‌عنوان جانشین لیفان ۶۲۰ معرفی شده‌بود، اما در کنار ۶۲۰ تولید می‌شد. در کشورهای دیگر این خودرو تحت نام لیفان سولانو به فروش می‌رسید.
قیمت این خودرو در زمان عرضه از ۵۴٬۹۰۰ یوان شروع می‌شد و گران‌ترین نسخهٔ آن (نسخهٔ الکتریکی) ۷۲۹۰۰ یوان قیمت داشت.
این خودرو از دو موتور ۱٫۵ و ۱٫۸ لیتری چهار سیلندر بهره می‌برد.

## مشخصات
|                               | 1.5VVT                                  | 1.8VVT                             |
| ----------------------------- | --------------------------------------- | ---------------------------------- |
| دورهٔ ساخت                     | ۲۰۱۲ تا ۲۰۱۶                            | ۲۰۱۲ تا ۲۰۱۶                       |
| موتور                         |                                         |                                    |
| موتور                         | ۴ سیلندر خطی بنزینی                     | ۴ سیلندر خطی بنزینی                |
| حجم موتور                     | ۱۴۹۸ سی‌سی                               | ۱۷۹۴ سی‌سی                          |
| حداکثر قدرت                   | ۱۰۳ اسب بخار در ۶۰۰۰ دور در دقیقه       | ۱۳۳ اسب بخار در ۶۰۰۰ دور در دقیقه  |
| حداکثر گشتاور                 | ۱۳۳ نیوتن متر در ۳۵۰۰–۴۵۰۰ دور در دقیقه | ۱۶۸ نیوتن متر در ۴۲۰۰ دور در دقیقه |
| انتقال نیرو                   |                                         |                                    |
| محور محرک                     | محور جلو                                | محور جلو                           |
| جعبه‌دندهٔ پیش‌فرض               | ۵ دندهٔ دستی                             | ۵ دندهٔ دستی                        |
| جعبه‌دنده‌های قابل انتخاب       | سی‌وی‌تی                                  | سی‌وی‌تی                             |
| مقادیر                        |                                         |                                    |
| حداکثر سرعت                   | ۱۷۰ کیلومتر بر ساعت                     | ۲۰۰ کیلومتر بر ساعت                |
| شتاب ۰ تا ۱۰۰ کیلومتر بر ساعت | ۱۵٫۵ ثانیه                              | ۱۳٫۸ ثانیه                         |
| مصرف سوخت در ۱۰۰ کیلومتر      | ۷٫۵ لیتر (ترکیبی)                       | ۸٫۴ لیتر (ترکیبی)                  |
| ظرفیت باک                     | ۵۸ لیتر                                 | ۵۸ لیتر                            |

## نگارخانه

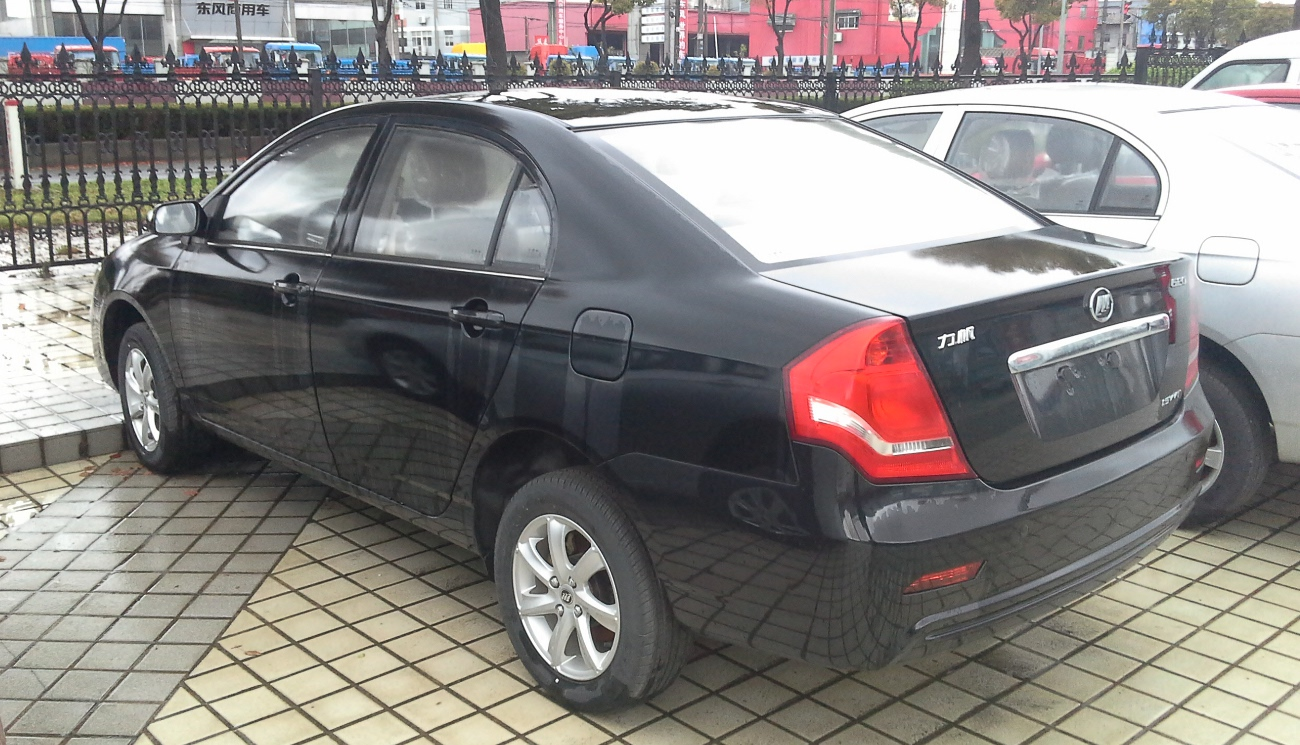
نمای عقب لیفان ۶۳۰
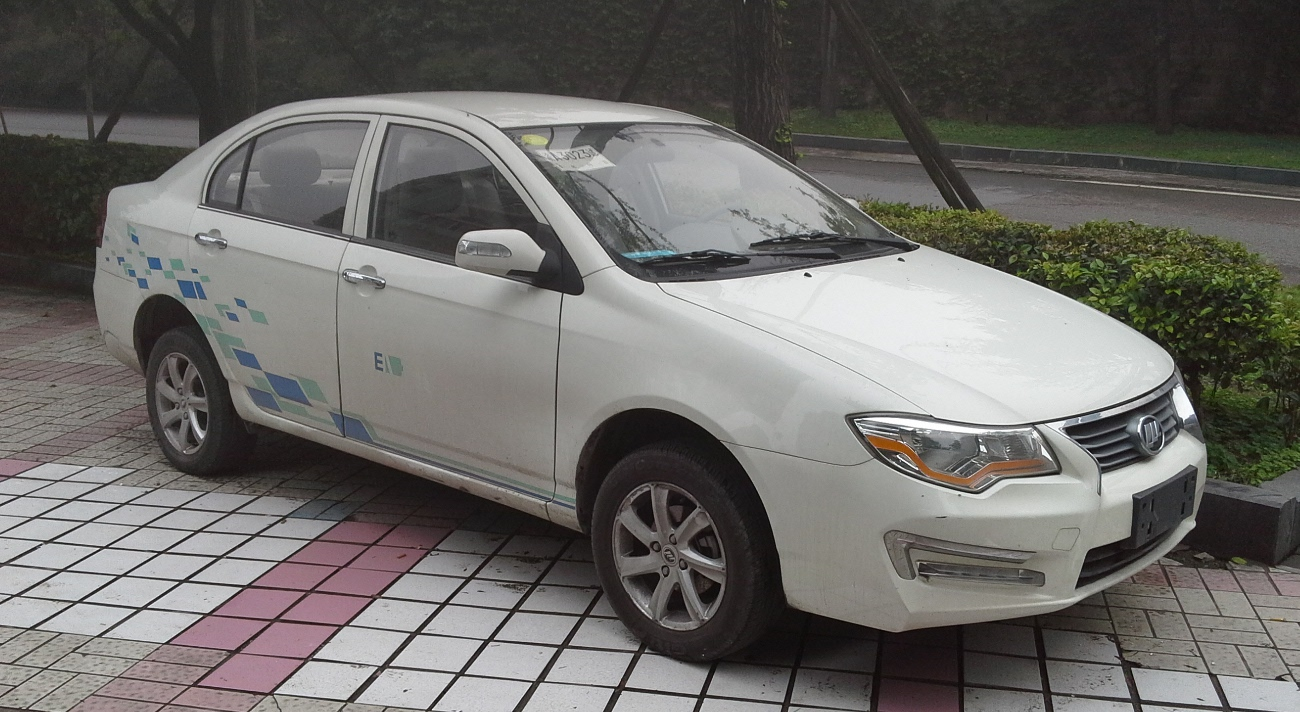
نمای جلوی لیفان ۶۳۰ ئی‌وی
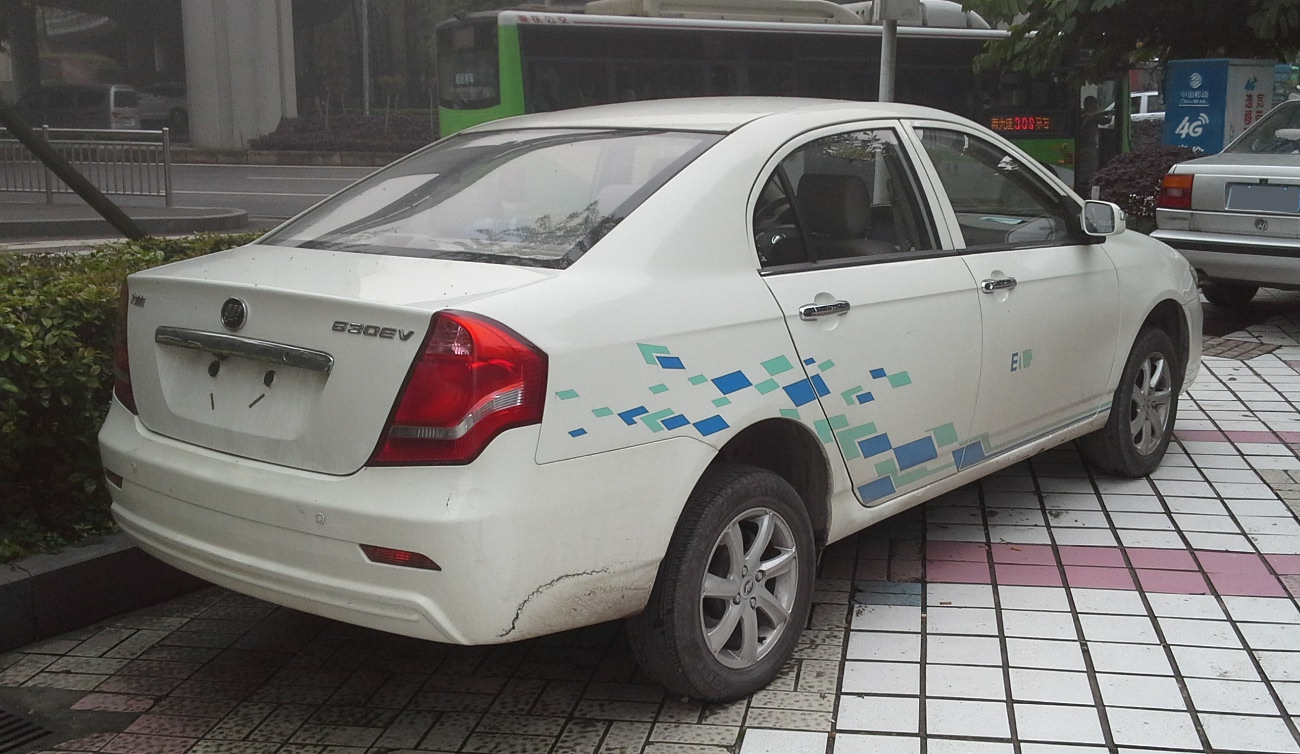
نمای عقب لیفان ۶۳۰ ئی‌وی